# Egon Ludwig
Egon Ludwig (* 27. Dezember 1929 in Neukirch/Lausitz) ist ein ehemaliger Generalmajor des Ministeriums für Staatssicherheit (MfS), persönlicher Referent des Ministers für Staatssicherheit und Leiter des Büros der Leitung (BdL) des MfS. Zudem war er Vorsitzender der SG  Dynamo Hohenschönhausen und Vorstandsmitglied des DTSB.

## Leben
Nach dem Besuch Volksschule nahm Egon Ludwig 1944 eine Lehre als Maschinenschlosser auf und arbeitete bis 1948 in diesem Beruf. 1945 trat er der KPD bei und war ab der Zwangsvereinigung von SPD und KPD 1946 Mitglied der SED. 1948 wurde er bei der Deutschen Volkspolizei (DVP) eingestellt und wechselte 1951 zur SED-Kreisleitung des MfS als Sekretär für Propaganda. Ab 1953 war er beim MfS persönlicher Referent des Ministers. Zwischen 1954 und 1959 absolvierte er ein Fernstudium an der Deutschen Akademie für Staat und Recht in Potsdam, welches er als Diplom-Jurist abschloss. 1957 wurde er Sekretär des Kollegiums des MfS und 1961 schließlich Leiter des BdL. Ab 1966 war er zudem Vorsitzender der Sportgemeinschaft Dynamo Hohenschönhausen. Ludwig wurde 1973 mit der Friedrich-Ludwig-Jahn-Medaille des DTSB ausgezeichnet. Seit 1978 war Egon Ludwig Mitglied des Bundesvorstandes des DTSB. Am 1. Februar 1983 wurde er von Erich Honecker zum Generalmajor ernannt. Im Zuge der Wende und friedlichen Revolution in der DDR und der Auflösung des MfS wurde Ludwig im Dezember 1989 von seinen Funktionen entbunden und im Januar 1990 entlassen. Ludwig lebt in Bruchmühle (Altlandsberg).